# Akira Miyazawa
Akira Miyazawa  (Japans 宮沢昭, Miyazawa Akira, Matsumoto, prefectuur Nagano, 6 december 1927 - 6 juli 2000) was een Japanse jazzmuzikant die saxofoon (alt-, tenor- en sopraansaxofoon), klarinet en fluit (ook piccolofluit) speelde.

## Biografie
Akira Miyazawa speelde in de vroege jaren 50 in het sextet van Toshiko Akiyoshi, waarmee hij ook zijn eerste opnames maakte (The Historic Mocambo Session ’54, o.a. met Sadao Watanabe). In 1956 was hij lid van de all star-groep van het Japanse jazzblad Swing Journal. In het begin van de jaren 60 maakte hij deel uit van de Modern Jazz All Stars of Japan. In 1962 nam hij voor het label King zijn debuutalbum op, met Masahiko Satoh (piano), Masanaga Harada (basgitaar) en Kanji Harada (drums). In de jaren erop werkte hij met o.m. George Kawaguchi en Hideo Shiraki.
Sinds die tijd werkte hij met eigen groepen, waarmee hij een reeks albums maakte, zoals Now’s the Time (1967), Musical Play in Jazz (1968, met Masahiko Togashi) en Four Units (1969, met Masahiko Satoh, Yasuo Arakawa). In 1981 nam hij de live-plaat Piccolo op (met Masahiko Satoh, Nobuyoshi Ino, resp. Kunimitsu Inaba en Motohiko Hino), gevolgd door On Green Dolphin Street (1982) en Noyuri (1991, met Takeshi Shibuya).
Hij speelde met het sextet van Toshiko Akiyoshi en Charlie Mariano, met Masao Yagi, Hiroshi Matsumoto, Shungo Sawada, Hampton Hawes (1968), Terumasa Hino en Helen Merrill. In 1976/1977 werkte hij mee aan zeven albums van de groep Jazz Minus One (JMO). Van de jaren 70 tot de jaren 90 speelde hij mee op opnames van Mari Nakamoto, Toshio Oida, Shun Sakai, Masao Yagi, Tadao Hayashi, Bingo Miki, Hideko Okiyama, Ichiro Masuda/Teddy Wilson en Mal Waldron. In de jazz was hij tussen 1954 en 1991 betrokken bij 66 opnamesessies.